# Paraona
Paraona is een geslacht van vlinders van de familie spinneruilen (Erebidae), uit de onderfamilie Arctiinae.

## Soorten
- P. benderi Roesler, 1967
- P. bicolor de Toulgoët, 1968
- P. cocciniceps (Mabille, 1884)
- P. fukiensis Daniel, 1952
- P. interjecta Strand, 1912
- P. nigra Daniel, 1952
- P. splendens Butler, 1877
- P. staudingeri Alphéraky, 1897